# Pěna dní (film)
Pěna dní (originálním názvem L'Écume des jours) je francouzské filmové drama z roku 2013. Jedná se o filmovou adaptaci stejnojmenné knihy od Borise Viana. V hlavních rolích se objevili Romain Duris, Audrey Tautou, Omar Sy a Gad Elmaleh, scénář napsal Luc Bossi a režíroval Michel Gondry. Film také získal cenu César v kategorii nejlepší dekorace.

## Obsah filmu
Colin žije velice příjemným životem, je bohatý, má rád dobré jídlo od svého kuchaře Nicolase, a také svůj klavír, který mu míchá koktejly.
Jednoho dne mu jeho kamarád Chick během oběda řekne, že potkal dívku jménem Alise, se kterou mají stejnou vášeň, oba obdivují spisovatele Jeana-Sol Partra. Colin jde s Chickem na večírek a potká zde dívku jménem Chloé. Colin se do Chloé zamiluje, pár se vezme, ale během jejich líbánek Chloé onemocní. Postupem času se zdravotní stav Chloé zhoršuje a také vztah mezi Chickem a Alise zhořkne.
Colin utratí celé své jmění na Chloinu léčbu a musí kvůli tomu propustit svého oblíbeného kuchaře i prodat klavír míchající koktejly. Chloé umírá, když Colin již nemá žádný majetek. Jeho kamarád Chick utratí všechny své i Colinovy zbylé peníze za vše, co má nějakou spojitost s Partrem. Chick také přijde o práci kvůli incidentu s Partrem a později je zabit, když se snaží odolat policejním důstojníkům. Alise najde Partra a zabije ho.
Vzhled filmu se v průběhu času mění od barevného, pestrého a rozmanitého do jednobarevného a tragického. Tyto efekty můžeme zvláště sledovat v Colinově domě, který postupně se rozkládá a na jeho myši, jež bydlí v domě, až do té doby, než je Colin donucen dům opustit.

## Obsazení
| Romain Duris      | Colin                |
| Audrey Tautou     | Chloé                |
| Gad Elmaleh       | Chick                |
| Omar Sy           | Nicolas              |
| Aïssa Maïga       | Alise                |
| Charlotte Le Bon  | Isis de Ponteauzanne |
| Sacha Bourdo      | myš                  |
| Philippe Torreton | Jean-Sol Partre      |